# اب (شهر)
اب شهری است کوهستانی در یمن، که در جنوب یریم و در استان اِب واقع شده‌است. 

## جمعیت
جمعیت این شهر کوهستانی در حدود ۶۰ هزار نفر می‌باشد. ارتفاعش از سطح دریا (۲۰۵۰ متر) است و در قلهٔ کوه بلندی قرار دارد. چند مسجد تاریخی در شهر وجود دارد. همچنین قسمتی از شهر نیز در دوران گذشته دارای حصار بند بوده‌است، به نحوی که قسمتی از دیوار شهر در ضلع شمالی آن هنوز پابرجاست.

## اقتصاد
باغ‌ها و کشتزارهای محصولات زراعتی مانند: قهوه، القات، النیله، و حبوب، و بقولات در این شهر فراوان است و بیشتر ساکنانش به کشاورزی اشتغال دارند.